# Reston (Oregon)
Reston az Amerikai Egyesült Államok északnyugati részén, Oregon állam Douglas megyéjében elhelyezkedő önkormányzat nélküli település.